# Maria Christina von Österreich (1858–1929)

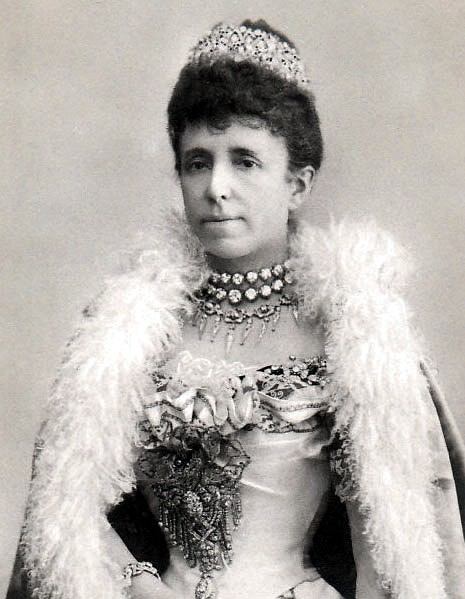
Maria Christina (1891)

Erzherzogin Maria Christina Désirée Henriette Felicitas Rainiera von Habsburg-Lothringen VA (span. María Cristina de Habsburgo-Lorena, * 21. Juli 1858 auf Groß Seelowitz in Südmähren; † 6. Februar 1929 im Madrider Königspalast), kaiserliche und königliche Prinzessin, Erzherzogin von Österreich, war die zweite Frau von König Alfons XII. von Spanien, Mutter von König Alfons XIII. und Regentin von Spanien von 1885 bis 1902.

## Herkunft und Jugend
Maria Christina, von ihrer Familie Christa genannt, wurde auf Schloss Groß Seelowitz (Židlochovice) als Tochter Erzherzog Karl Ferdinands, des zweiten Sohnes Erzherzog Karls, und seiner Frau Elisabeth Franziska Maria von Österreich geboren. Damit war sie eine Urenkelin von Kaiser Leopold II. Ihre drei Brüder Friedrich, Karl Stephan und Eugen waren im Ersten Weltkrieg bedeutende österreichische Generäle. Zwei weitere Geschwister starben bereits kurz nach der Geburt.
Ihre Jugend verbrachte Maria Christina in Wien am Hof von Kaiser Franz Joseph I. und erhielt eine katholisch geprägte Erziehung. Sie war sehr gebildet und erwarb etwa in Sprachen, Literatur und Geschichte große Kenntnisse.
Der spätere Alfons XII. war der Sohn der spanischen Königin Isabella II., musste 1868 als zehnjähriges Kind mit seinen Eltern wegen einer Revolution nach Paris ins Exil gehen und kam später nach Wien, wo er ein Elitegymnasium, das Theresianum, besuchte. In Wien lernte er schon als Jugendlicher die knapp ein Jahr jüngere Maria Christina kennen, mit der er sich später – allerdings erst in zweiter Ehe – vermählen sollte. Denn nach der Wiedereinführung der Monarchie in Spanien bestieg der Bourbone im Dezember 1874 den Thron und nahm im Jänner 1878 in einer echten Liebesheirat seine Cousine Maria de las Mercedes d’Orléans-Montpensier zur Gemahlin.
Durch diese Heirat Alfons’ XII. sah Maria Christina ihre Hoffnungen enttäuscht und übernahm am 10. Oktober 1878 das ehrenvolle Amt einer Äbtissin des 1755 von Maria Theresia gestifteten adligen Damenstifts der heiligen Theresa auf dem Hradschin in Prag, ohne allerdings geweiht zu werden.

Königliches Monogramm von Königin Maria Christina

## Ehe mit Alfons XII.
Da die erste Gattin Alfons’ XII. nach nur sechsmonatiger Ehe starb, musste der spanische König sich trotz seiner Trauer zur Sicherung der Thronfolge rasch wiederverheiraten. Der konservative Staatsmann Antonio Cánovas del Castillo suchte für ihn eine neue Gemahlin und entschied sich für Maria Christina. Im Sommer 1879 arrangierte Maria Isabel de Borbón ein Treffen ihres Bruders Alfons XII. mit seiner auserwählten Braut in der Nähe von Bordeaux. Der König trug dabei seinen Arm wegen eines Unfalls mit einer Kutsche in einer Schlinge und trauerte immer noch um seine Gattin und nun auch um seine kürzlich verstorbene Schwester Maria de Pilar. Er verliebte sich nicht in die für ihn ausgesuchte Braut und fand deren Mutter, die mitgekommen war, wesentlich attraktiver. Sich der Staatsräson beugend nahm er dennoch die 21-jährige Maria Christina zur zweiten Gemahlin, die von Kaiser Franz Joseph I. eine Mitgift erhalten hatte. Die Hochzeit fand am 29. November 1879 im Palacio Real in Madrid statt.
Die damals in Spanien erst am Beginn stehende Arbeiterbewegung hatte anarchistische Züge. 1878 verübte ein junger Arbeiter ein gescheitertes Attentat auf Alfons XII. 1879 wurden der König und Maria Christina von einem galizischen Anarchisten beschossen, doch auch dieser Anschlag misslang.
Von der Politik hielt Maria Christina sich zu Lebzeiten Alfons’ XII. weitgehend fern. Sie liebte ihren Gatten wohl sehr und schenkte ihm drei Kinder (s. u.), litt aber unter seiner oftmaligen Untreue. Mit viel Selbstbeherrschung zügelte sie ihre Eifersucht. Einmal glitt ihr jedoch die Hand aus, als ein Diener seinem Herrn eine schöne junge Sängerin vorstellen wollte.
Unter anderem unterhielt Alfons XII. eine Liebesbeziehung zur italienischen Opernsängerin Adela Borghi, insbesondere aber eine Liaison mit der spanischen Opernsängerin Elena Sanz, mit der er zwei Kinder, Alfonso (* 1880) und Fernando (1881–1925), hatte. Maria Christina konnte schließlich durchsetzen, dass Elena Sanz ins Exil nach Paris gehen musste.

## Nachkommen
Maria Christina war die Mutter der einzigen drei legitimen Kinder Alfons’ XII.:
- María de las Mercedes (1880–1904) ⚭ 1901 Carlos Maria de Bourbon, Prinz von Neapel-Sizilien
- Maria Teresa (1882–1912) ⚭ 1906 Prinz Ferdinand Maria Ludwig von Bayern
- Alfons XIII. (1886–1941), König von Spanien ⚭ 1906 Prinzessin Victoria Eugénie von Battenberg

## Regentin für Alfons XIII.

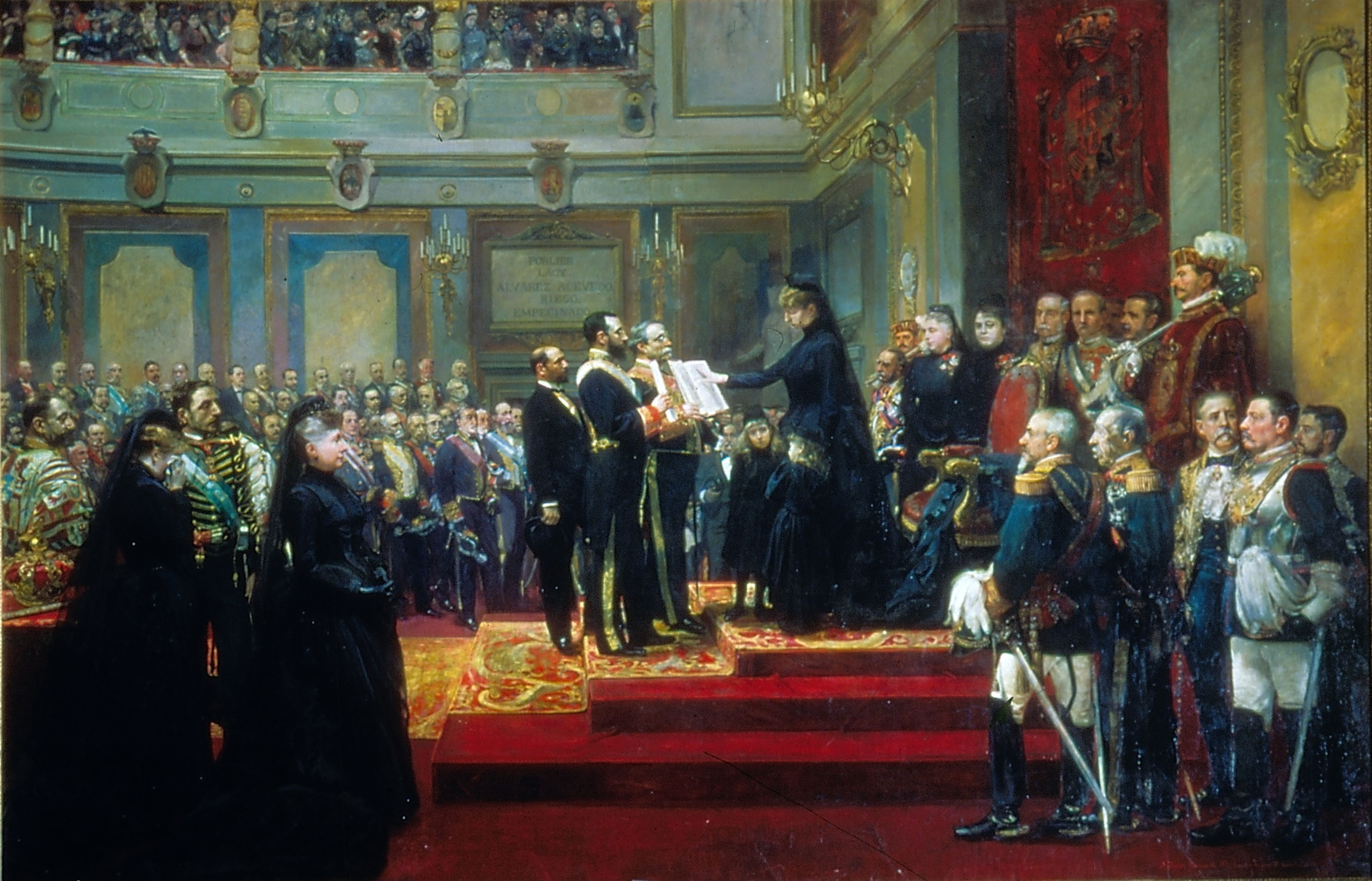
Königin Maria Christina schwört auf die spanische Verfassung (1885)

Tuberkulose verursachte am 25. November 1885 den Tod des erst 27-jährigen Alfons XII. Er war mit Maria Christina nur sechs Jahre verheiratet gewesen und hinterließ sie, zum dritten Mal schwanger, als Witwe. Die junge Herrscherin übernahm nun verfassungsgemäß zuerst für ihre älteste Tochter Maria de las Mercedes die Regentschaft, deren Ausübung aber anfangs auch von anderen Mitgliedern der spanischen Königsfamilie angestrebt wurde, bis schließlich Maria Christina als Regentin allgemein akzeptiert wurde. Sie sah sich der schwierigen Aufgabe gegenüber, trotz ihrer durch Schwangerschaft, politischer Unerfahrenheit und Stellung als Ausländerin erschwerten Situation die nach der Thronbesteigung ihres Gemahls begonnene, aber noch keineswegs gesicherte Stabilisierung der innenpolitischen Lage Spaniens weiter voranzutreiben. In Kooperation mit den führenden Staatsmännern bewältigte sie diese heikle Situation dennoch souverän, so dass sie im Land bald geachtet und beliebt war. Die Geburt ihres Sohnes am 17. Mai 1886 sicherte die Fortdauer der Monarchie. Er wurde sofort als Alfons (XIII.) zum König ausgerufen und seine Mutter blieb weitere 16 Jahre Regentin. In dieser Zeit konnte sie im Wesentlichen eine innere Konsolidierung Spaniens erreichen, den außenpolitischen Abstieg aber nicht verhindern.
Trotz ihrer politischen Aufgaben erfüllte Maria Christina vorbildlich ihre Mutterpflichten, verbrachte viel Zeit mit der Erziehung ihrer Kinder und konnte durch viel Pflege die labile Gesundheit ihres Sohnes stärken, der von seinem Vater her erblich vorbelastet war. Sie suchte sich auch in die spanische Kultur einzuleben und zeigte Interesse für Stierkämpfe.

### Innenpolitik

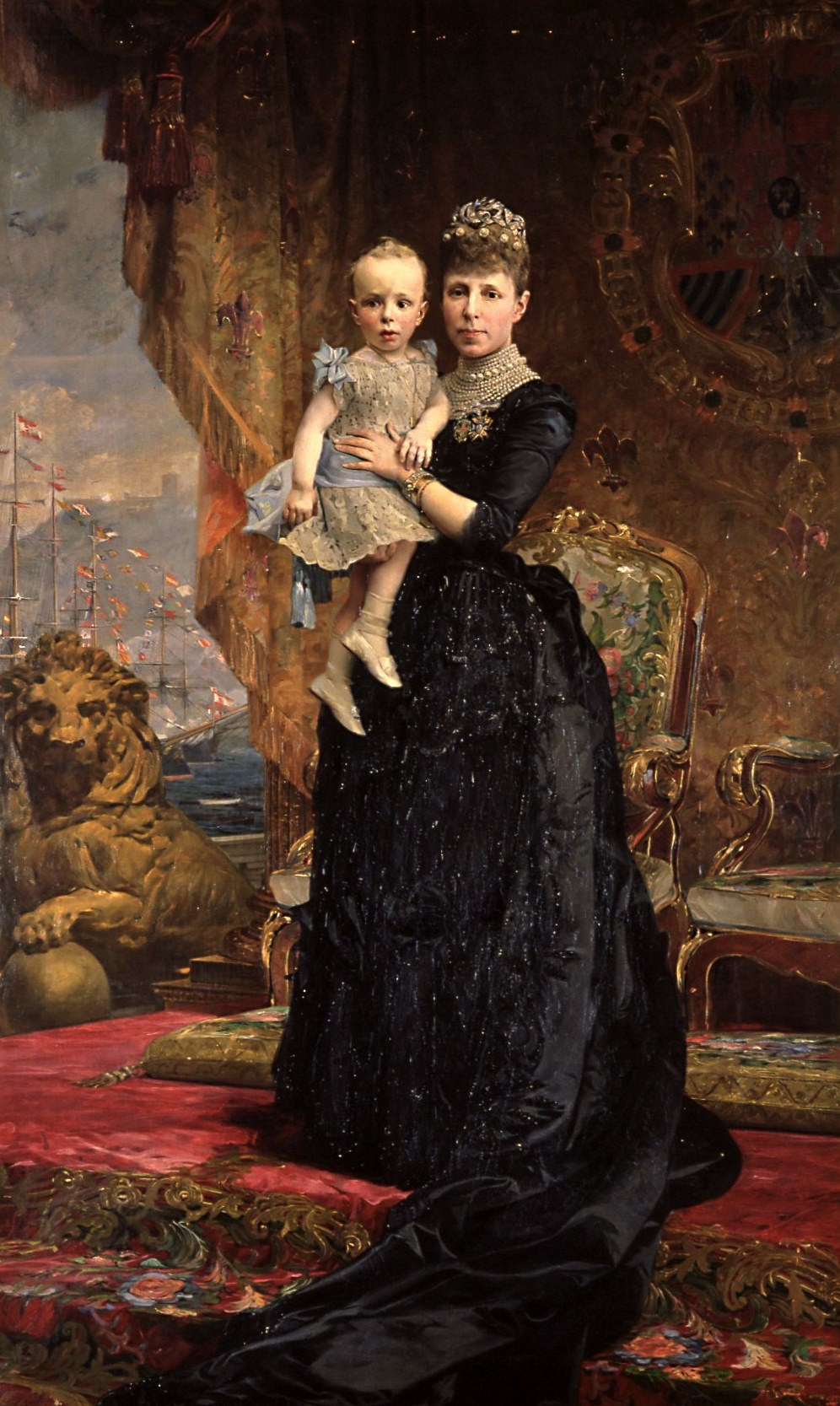
Maria Christina von Österreich, Königin von Spanien, mit ihrem Sohn

Die bedeutenden Befugnisse, die Maria Christina aufgrund der Verfassung von 1876 besaß, setzte sie klug und taktvoll ein und erwarb sich große Autorität. Sie hatte das Recht, die Legislative gemeinsam mit den Cortes auszuüben und diese Ständeversammlung einzuberufen und aufzulösen. Nur mit ihrer Zustimmung konnten Gesetze in Kraft treten. Außerdem besaß sie Exekutivgewalt. Sie mischte sich wenig in die Tagespolitik ein, suchte als möglichst unparteiische Regentin im Rahmen der Verfassung Ruhe und Ordnung aufrechtzuerhalten und arbeitete mit Liberalen wie Konservativen zusammen, welche die beiden einflussreichsten Parteien Spaniens repräsentierten. Deren Vorsitzende waren auf der Seite der Konservativen Antonio Cánovas del Castillo, auf derjenigen der Liberalen Práxedes Mateo Sagasta. Diese Staatsmänner hatten sich kurz vor dem Tod Alfons’ XII. an dessen Sterbebett im Schloss von Pardo getroffen und einen Pakt geschlossen, der einvernehmliche Regierungswechsel der beiden Parteien festschrieb. Maria Christina ernannte die zwei Parteiführer abwechselnd zu Ministerpräsidenten, welches Amt anfangs Sagasta von 1885 bis 1890 ausübte, nachdem Cánovas einen Tag nach dem Tod Alfons’ XII. zurückgetreten war. Bald bevorzugte die Regentin Sagasta, und die beiden unterhielten stets sehr freundschaftliche Beziehungen zueinander. Dennoch stieß Maria Christina auch Cánovas nicht vor den Kopf. Als weitere politische Gruppierung war 1879 die Spanische Sozialistische Arbeiterpartei (PSOE) gegründet worden, die jedoch noch keinen größeren Einfluss im Parlament erringen konnte.
Durch das Einvernehmen der beiden größten Parteien untereinander und mit der Regentin wurde Putschversuchen durch republikanische Anhänger vorgebeugt und Ende der 1880er Jahre erreichte Maria Christina auch ein Abkommen mit dem karlistischen Thronprätendenten Don Carlos (VII.).
Um durch eine Modernisierung Spaniens Anschluss an die Standards anderer europäischer Staaten zu finden, bemühte sich Sagasta seit 1886, von Maria Christina unterstützt, ein liberales Reformprogramm umzusetzen, nachdem zuvor zehn Jahre lang vor allem konservative Regierungen aktiv gewesen waren. Verwaltung und Justizwesen wurden zentralisiert, Geschworenengerichte wiedereingeführt sowie das Vereins- und Versammlungsrecht und damit die Grundlage für legale Gewerkschaften geschaffen. Das Bürgerliche Gesetzbuch von 1889 harmonisierte gesetzliche Bestimmungen. Schließlich wurde 1890 allen spanischen Männern über 25 Jahre das Wahlrecht eingeräumt. Katalanen und Basken, die in schon stärker industrialisierten Gebieten wohnten, widersetzten sich manchen Reformen. Es kam zu radikalen, separatistischen Bewegungen.
Regen Zulauf erhielt der Anarchismus, insbesondere in Katalonien. Ein aus dieser Szene stammender Attentäter ermordete Ministerpräsident Cánovas am 8. August 1897. Neuer Anführer der Konservativen wurde Francisco Silvela. Um dem Anarchismus den Boden zu entziehen, suchte Maria Christina gemeinsam mit den parlamentarischen Regierungen, den sozialen Standard zu heben und das Bildungssystem zu fördern, was allerdings aufgrund mangelnder Geldmittel nicht sehr weit gedieh. Eine neue Blüte erfuhr das kulturelle Leben Spaniens.
Der Verlust der meisten Überseekolonien nach dem verlorenen Krieg gegen die Vereinigten Staaten (1898) wurde in Spanien als Katastrophe betrachtet, gefährdete den Fortbestand der bereits gefestigten Monarchie aber nicht. Don Carlos (VII.) hatte zwar einen Aufstand zu erregen versucht, führte dann aber den neuen Karlistenkrieg nicht an, der daraufhin rasch scheiterte. Damals begann sich auch die nach Reform von Politik und Gesellschaft strebende Bewegung „Generation von 98“ zu formieren. Die Wahl von Carlos Maria de Bourbon zum Gemahl von Maria Christinas ältester Tochter Maria de las Mercedes löste neue Unruhen aus, weil der Vater des Bräutigams, Alfons Maria von Neapel-Sizilien, Graf von Caserta, einst als Feldherr der Karlisten gedient hatte. Da deren neuerliche Rebellion erst kürzlich niedergeschlagen worden war, verstanden viele Spanier die geplante Einheiratung des Sohnes eines führenden Karlisten in die Königsfamilie nicht. Die Regentin beharrte aber auf ihrer Entscheidung und ließ am Hochzeitstag (14. Februar 1901) den Palast abriegeln, so dass der Widerstand gegen die Heirat vergeblich war.

### Außenpolitik
Generell verfolgte die Regentin eine vorsichtig-defensive und neutrale Außenpolitik, da Spanien keine Großmacht mehr war. Ein Streit mit dem Deutschen Reich um den Besitz der mikronesischen Inselgruppe der Karolinen war 1885 kurz vor Maria Christinas Übernahme der Regentschaft durch den Schiedsspruch des Papstes Leo XIII. gelöst worden. Die Karolinen blieben bei Spanien, aber der deutschen Seite wurden wichtige Handelsrechte zugesprochen. 1886 wurden im Küstengebiet Nordwestafrikas militärische Operationen begonnen, deren Ausweitung zu teuren und blutigen Kriegen Maria Christina Grenzen zog.

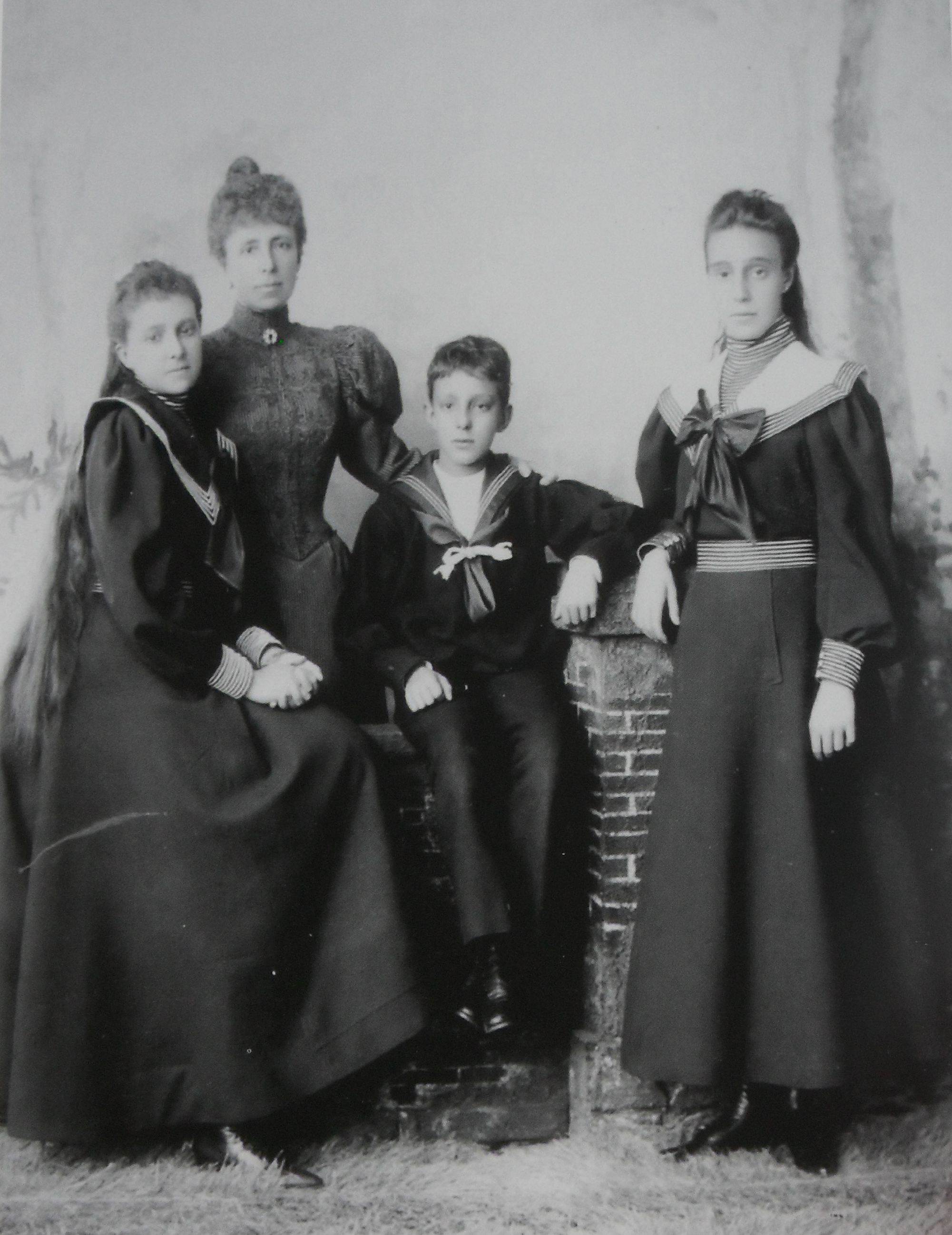
Maria Christina mit ihren Kindern María de las Mercedes, Alfons XIII. und Maria Teresa (1897)

Die Vereinigten Staaten halfen den kubanischen Nationalisten in deren Unabhängigkeitskampf gegen Spanien, das 1898 nach seiner Niederlage im Spanisch-Amerikanischen Krieg nicht nur Kuba verlor, sondern im Pariser Frieden auch Puerto Rico, Guam und die Philippinen den Vereinigten Staaten zu überlassen hatte. Die Schlappe Spaniens gegen die USA nützte das Deutsche Reich 1899 zur Durchsetzung des Deutsch-Spanischen Vertrages aus, durch den es gegen Zahlung von 17 Millionen Mark in den Besitz der Karolinen und Marianen kam. Spanien büßte also endgültig seine Großmachtstellung ein, wofür einige Spanier Maria Christina die Schuld gaben.

### Persönlicher Wagemut
Maria Christina galt als agile, ja für die damalige Zeit geradezu wagemutige Frau. Als im Juli 1889 königliche Ingenieure in einem Park bei Madrid Experimente mit militärischen Ballons ausführten, erschien plötzlich die Königin und drückte den Wunsch aus, eine Luftfahrt zu machen. Die Obersthofmeisterin hatte – so wird berichtet – große Angst, die Luftfahrt mitzumachen, allein die Königin bestieg mit einem Adjutanten und mehreren Ingenieuren den Ballon, der, von zwei Tauen gehalten, unter dem donnernden Rufe der Offiziere und Soldaten 350 Meter emporstieg. Dem luftigen Gefährt wurde daraufhin der Namen „Maria Christina von Habsburg“ zuteil.

## Spätere Jahre und Tod
|           |           |
| 1879–1885 | 1885–1929 |

Im Mai 1902 übergab Maria Christina die Regierung an ihren mit einem Alter von 16 Jahren nun volljährigen Sohn. Sie betrieb vor allem karitative Tätigkeiten und hielt sich an ihr Versprechen, künftig nicht mehr direkt in die Politik einzugreifen. Als erfahrene Beraterin ihres Sohnes hatte sie dennoch an mancherlei seiner Entscheidungen Anteil. Alfons XIII. heiratete 1906 Victoria Eugénie von Battenberg, genannt Ena. Über den vierten Sohn des Paares, Juan, wurde Maria Christina Ururgroßmutter des jetzigen spanischen Königs Felipe VI.
Maria Christina musste miterleben, wie Spanien unter der Regierung ihres Sohnes in eine tiefe Krise geriet. Sie trug dazu bei, dass das Land während des Ersten Weltkrieges neutral blieb. Als nach dessen Ende das habsburgische Kaiserreich 1918 zu Ende ging, unterstützte sie ihre entmachteten Verwandten und nahm etwa die verbannte Kaiserin Zita und deren Kinder in Spanien auf. Im Gegensatz zu ihrem Sohn lehnte sie die 1923 nach einem unblutigen Putsch errichtete Militärdiktatur von Miguel Primo de Rivera ab.
Maria Christina starb plötzlich am 6. Februar 1929 im Alter von 71 Jahren an Angina Pectoris, nachdem sie sich am Vorabend noch darauf gefreut hatte, gemeinsam mit Königin Ena am nächsten Morgen den dänischen König Christian X. und dessen Gattin Alexandrine zu empfangen. Sie wurde im Pantheon der Könige des Klosters El Escorial bestattet. Zwei Jahre nach dem Tod seiner Mutter verließ Alfons XIII. ohne formelle Abdankung Spanien. Es folgte die Zweite Spanische Republik und 1936–1939 der Spanische Bürgerkrieg.
Die 1905 in San Sebastian erbaute Puente de María Cristina trägt ihren Namen.